# Maida Vale Studios

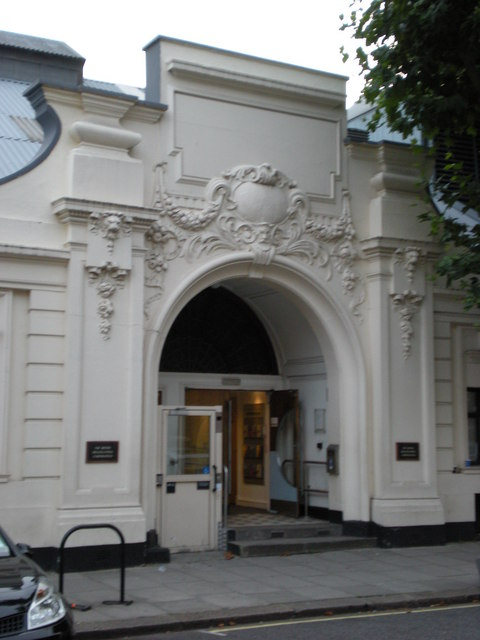
Esterno dei Maida Vale Studios nel 2008

I Maida Vale Studios sono un complesso di sette studi di registrazione della BBC, di cui cinque ancora in uso regolarmente, situati in Delaware Road, nel quartiere di Maida Vale, nella parte nord ovest di Londra.
È stato utilizzato per registrare migliaia di sessioni di musica classica, musica popolare e sessioni teatrali per BBC Radio 1, BBC Radio 2, BBC Radio 3, BBC Radio 4 e BBC Radio 6 Music dal 1946 ad oggi. Il 30 ottobre 2009, BBC Radio 1 ha celebrato i 75 anni di Maida Vale riproducendo esclusivamente 75 brani registrati negli studi nel corso degli anni. Gli Snow Patrol hanno suonato un live set dallo studio con Fearne Cotton per celebrare i 75 anni di musica dal vivo della locatin.
Nel giugno 2018, la BBC ha annunciato la chiusura degli studi. Nel maggio 2020, Historic England lo ha designato come edificio di interesse storico culturale di II grado. La BBC prevede di liberare i locali entro il 2025.

## Storia
Il complesso fu costruito nel 1909 come Maida Vale Roller Skating Palace and Club. Nell'arco di 15 mesi, nel 1933/1934, un centinaio di uomini smantellarono la pista di pattinaggio conservando solo la struttura esterna , e gli archi della porta principale. Furono una delle prime sedi della BBC ed era il centro dell'operazione BBC News durante la seconda guerra mondiale.
È stata sede della BBC Symphony Orchestra fin dal 1934, dove ha tenuto concerti su invito, solitamente gratuiti. Da scolaro, il direttore d'orchestra Vernon Handley ha imparato parte della sua tecnica guardando Sir Adrian Boult dirigere qui la BBC Symphony Orchestra. Lo Studio MV1 ha spazio per un'orchestra di oltre 150 musicisti e un pubblico di oltre 200 persone. Una caratteristica insolita di questi concerti è che sono stati spesso registrati, il che significa che negli anni successivi l'orchestra è stata talvolta in grado di ripetere le performance passate. È il più grande studio di musica classica di Londra.
Il BBC Third Program (che divenne BBC Radio 3 nel 1967) fu creato nel settembre 1946. Negli anni '50 trasmetteva spesso concerti da questa sede, inclusa la prima esecuzione trasmessa della Carmina Burana di Carl Orff, eseguita dall'orchestra residente con la Goldsmiths Choral Union e alcuni solisti. Alcune anteprime di musica classica britannica sono state registrate nello studio MV1, comprese opere di Robert Simpson, Arnold Bax, Nicholas Maw, Alan Rawsthorne e Sir Arthur Bliss. Molti di loro in seguito sono stati resi disponibili su vinile o CD. La Turangalîla-Symphonie di Olivier Messiaen è stata provata qui, prima della sua prima nel Regno Unito alla Royal Festival Hall.
Nel 1958 fu creato il BBC Radiophonic Workshop, con sede presso i Maida Vale Studios fino alla sua chiusura nel 1998; il pionieristico sintetizzatore Delaware realizzato da EMS prende il nome dall'indirizzo degli studi. Le stanze del laboratorio sono ora utilizzate come piccolo studio televisivo per il programma Film fino al 2018, strutture per l'archiviazione audio, laboratori di ingegneria e spazi per uffici. Alla fine degli anni '50 e all'inizio degli anni '60, da qui veniva trasmesso il programma radiofonico Movie-Go-Round, in cui Peter Haigh riproduceva clip audio di film importanti. I Beatles usarono lo studio MV5 diverse volte nel 1963 per registrare sessioni per la BBC Radio. Anche le sessioni per il programma BBC Radio 1 di John Peel e Sounds of Jazz di Peter Clayton (trasmesso la domenica sera utilizzando i trasmettitori VHF di BBC Radio 2) sono state registrate a Maida Vale.
Il 5 giugno 2018, la BBC ha annunciato che gli studi avrebbero chiuso entro il 2023. L'intenzione è che la nuova sede per la musica dal vivo della BBC venga trasferita a Stratford, a est di Londra. La decisione ha attirato le critiche di Geoff Barrow dei Portishead e del produttore dei Radiohead, Nigel Godrich. Il 5 maggio 2020, gli studi sono stati aggiunti all'elenco degli edifici di interesse architettonico o storico speciale da part della Historic England. Nel settembre 2020, è stato reso noto che la BBC aveva presentando un'obiezione all'inserimento dell'edificio nell'elenco della Historic England, in modo tale da poter vendere la proprietà. Nel febbraio 2022 è stato riferito che il Dipartimento per la cultura, i media e lo sport del Regno Unito aveva respinto l'appello. L'edificio è di interesse storico culturale di II grado .

## Uso corrente

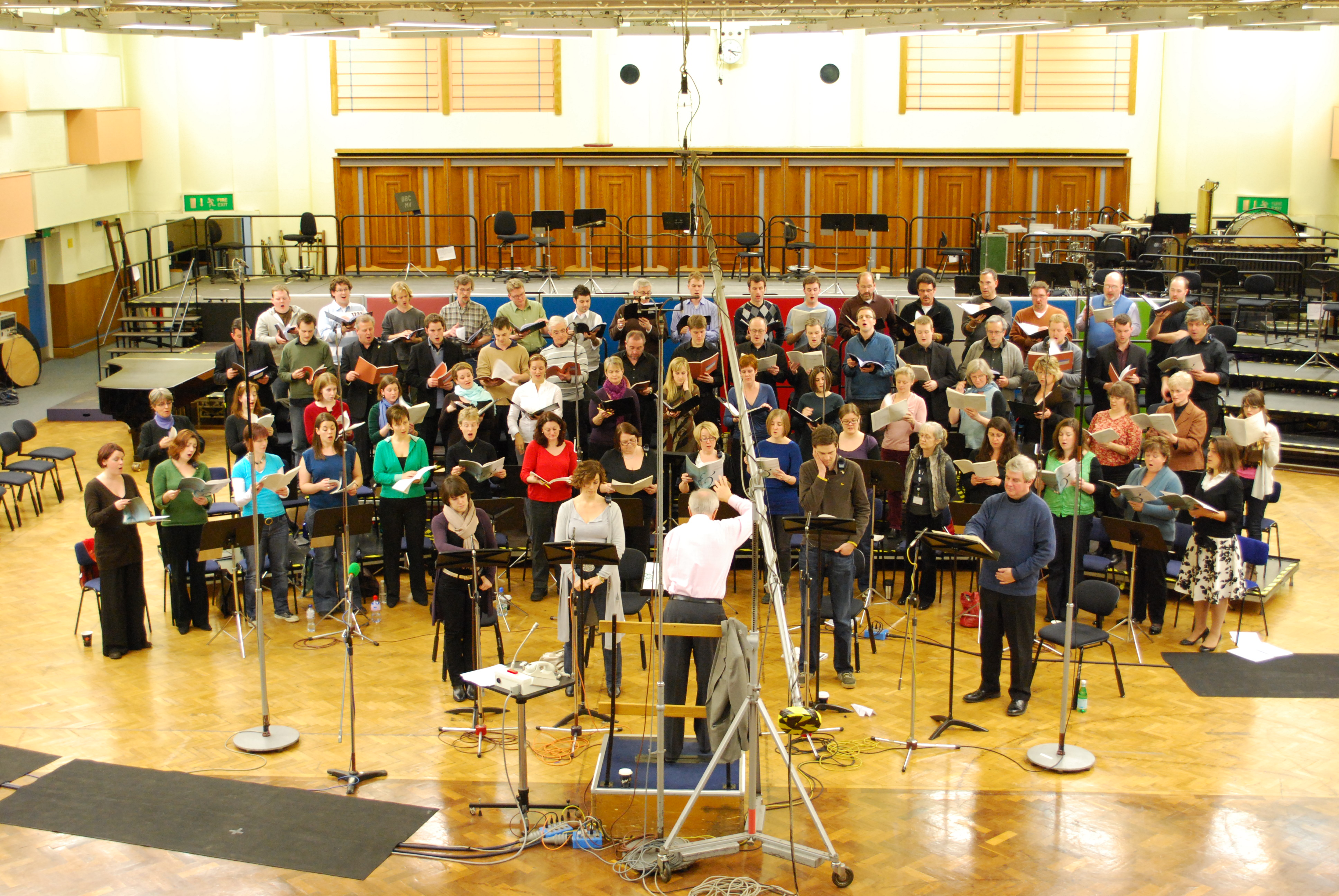
Cantanti della BBC a Maida Vale MV1

### Studios
L'epidemia di COVID-19 ha portato la BBC a chiudere temporaneamente l'edificio, con effetto dal 27 marzo 2020. Ad oggi risulta aperto in conseguenza all'attenuarsi della pandemia.
- Studio MV1 è uno dei più grandi spazi di registrazione disponibili nel Regno Unito. Dotato di un banco digitale SSL System T, MV1 è attualmente sede della BBC Symphony Orchestra. È stato utilizzato anche dalla BBC Concert Orchestra in alcune delle sue sessioni più ampie fino all'inizio degli anni '90.
- Studio MV2 ha avuto la sua installazione tecnica dismessa alcuni anni fa. Attualmente fornisce lo spazio per le prove dei BBC Singers e del BBC Symphony Chorus.
- Studio MV3 è un grande studio, di dimensioni uguali a MV2. Con un banco analogico della serie SSL 9000J, MV3 viene utilizzato per un gran numero di programmi di Radio 2 e alcune registrazioni di sessioni di Radio 1 e spettacoli dal vivo. Bing Crosby fece la sua ultima sessione di registrazione in questo studio nel 1977, tre giorni prima di morire per un attacco di cuore su un campo da golf in Spagna. Era la sede della BBC Radio Orchestra, un'orchestra specializzata in sessioni di musica leggera, con vari direttori musicali tra cui Neil Richardson, John Fox, Roland Shaw, Ronnie Aldrich, Johnny Gregory e Ron Goodwin.
- Lo Studio MV4 è uno studio più piccolo con cabina vocale e balcone. Utilizza un banco analogico della serie SSL 9000J, MV4 ha ospitato le sessioni di John Peel e ha continuato ad essere utilizzato per registrare le sessioni di BBC Radio 1 per spettacoli che hanno sostituito quello di Peel's.
- Lo Studio MV5 è ora uno dei due spazi utilizzati per il Live Lounge e ospita un gran numero di spettacoli pop attuali.
- Studio MV6 è uno studio teatrale ancora utilizzato regolarmente per produrre programmi per BBC Radio 3, BBC Radio 4, BBC Scotland e altri.
- Lo Studio MV7 era uno studio teatrale prima di essere dismesso. BBC Radio 2 ha iniziato a utilizzare nuovamente questo studio nell'agosto 2018 e nel 2019 a causa delle riparazioni dell'aria condizionata in corso a Wogan House per un periodo di tre e poi quattro settimane. Più recentemente è stato utilizzato da BBC Radio 3 per trasmettere In-Tune utilizzando una console SSL System T, mentre il suo studio regolare in Broadcasting House era in fase di ristrutturazione.

Gli studi sono stati regolarmente minacciati di chiusura dalla direzione della BBC: l'edificio necessita di una manutenzione costante e, a causa della sua posizione in una zona residenziale, ci sono limiti agli orari di apertura e di accesso. Nel luglio 2007, la BBC ha annunciato che gli studi erano "del tutto inadatti per il 21º secolo", ed è stato riferito che sarebbe stato venduto a promotori immobiliari come parte di misure di riduzione dei costi. Nel giugno 2018, la BBC ha annunciato la chiusura degli studi. Prevede di trasferire il personale nel un nuovo complesso a Stratford entro il 2025.

## Sessioni di John Peel

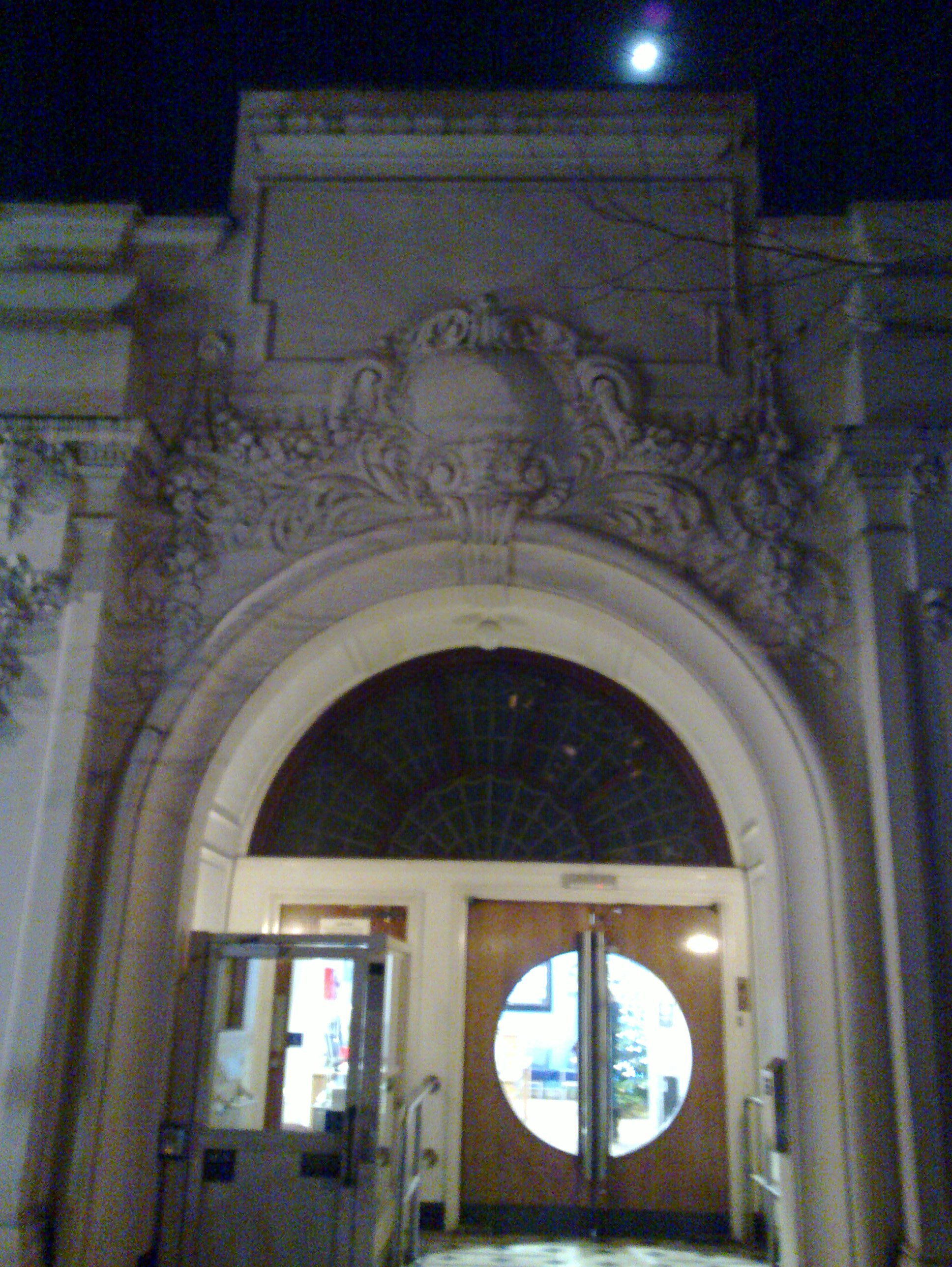
Maida Vale Studios, Delaware Road, Maida Vale, Londra

Dal 1967 al 2004, le sessioni di John Peel sono state registrate nello studio MV4. All'inizio furono utilizzati anche numerosi altri luoghi intorno a Londra, come il Playhouse Theatre di Charing Cross, ma poiché questi cessarono di essere utilizzati dalla BBC, le sessioni si concentrarono sempre più su Maida Vale 4. Le sessioni musicali erano una volta un pilastro della programmazione della BBC Radio, poiché c'erano limiti rigorosi sulla quantità di musica registrata commercialmente che poteva essere trasmessa (restrizioni note come "needle-time restriction"), quindi la BBC prenotava regolarmente musicisti per registrare musica esclusivamente per la trasmissione. All'inizio degli anni '60, quando la BBC iniziò a fornire una copertura limitata di gruppi pop come i Beatles, si scoprì che le sessioni consentivano alle band emergenti di ottenere visibilità e ai musicisti e ai gruppi di provare nuovo materiale, suonando cover che non sarebbero state incluse nei loro album, e sperimentando anche suoni diversi e altri musicisti.
Con l'introduzione di Radio 1 nel 1967, programmi come Top Gear hanno abbracciato questo concetto, con sessioni di star come David Bowie, Led Zeppelin e Jimi Hendrix. Quando uno dei presentatori di Top Gear, John Peel, ottenne il suo programma, le sessioni di registrazione appositamente commissionate ebbero un nuovo sbocco. La maggior parte degli artisti erano relativamente sconosciuti anche agli ascoltatori di Peel: lui e il suo produttore invitavano spesso band sulla base di un demo tape approssimativo o di un concerto, per ascoltare cosa erano in grado di fare, per molte delle band era la loro prima esperienza di uno studio di registrazione professionale, e una fonte di guadagno. Il formato è stato poi standardizzato come una singola sessione in studio con un produttore e un ingegnere del suono (e più recentemente un ingegnere del produttore e un assistente), durante la quale gli artisti registravano quattro canzoni, ma c'erano anche alcune sessioni che erano dal vivo, o preregistrate come live con un pubblico. Altri programmi e DJ di Radio 1 hanno adottato un sistema simile di sessioni di Maida Vale, come Janice Long, Andy Kershaw e The Evening Session ( il cui ex presentatore, Zane Lowe, ha soprannominato lo studio 'Maida Vegas'), così come gli eredi più diretti del lavoro di Peel, quali Huw Stevens, Rob da Bank e Mike Davies .
Peel ha detto "I Clash hanno eseguito metà registrazione, poi sorprendentemente hanno detto che l'attrezzatura in studio non era all'altezza degli standard che si aspettavano, quindi non hanno potuto completare la sessione. Il che mi sembrava insopportabilmente pretenzioso da parte loro». Alcuni album dei The Fall sono stati interamente registrati qui. L'ultima band a registrare una sessione di Peel è stata gli Skimmer, il 21 ottobre 2004.
Robin Dallaway dei The Cravats ha osservato che registrare a Maida Vale è stato come tornare indietro negli anni '40: "tizi con cappotti marroni da allevatore si affrettavano a sistemare cose e collegare la nostra attrezzatura". Quando i Broadcast hanno realizzato le loro sessioni di Peel, Trish Keenan ha scritto "C'era un senso di iniziazione entrando negli studi di Maida Vale. ... abbiamo vagato per i corridoi, sbirciando attraverso le finestre delle stanze chiuse, alla ricerca del Radiophonic Workshop. Ci siamo imbattuti in registratori a nastro abbandonati e poster di Shostakovich nei corridoi... Restammo fuori dalla sala radiofonica chiusa a chiave, un po' delusi da quello che potevamo vedere attraverso la finestra. Abbiamo preso in considerazione l'idea di svitare la targhetta del Radiophonic Workshop dalla porta e di andarcene, ma sapevamo che la guardia di sicurezza dalla faccia severa di prima sarebbe stata su di noi."

### Interpreti notevoli
Altri disc jockey della BBC hanno invitato artisti ad esibirsi al Maida Vale: i Led Zeppelin hanno registrato per il programma Rhythm and Blues di Alexis Korner nel 1969, Walter Trout ha registrato per lo spettacolo R&B di Paul Jones, i Marillion hanno registrato per il DJ di Radio 2 Bob Harris e Jo Whiley ha invitato gli Hard Fi a suonare negli studi.
Questa era anche la sede della BBC Elstree Concert Band, e della registrazione delle sessioni di Radio 3 Jazz Line Up.
Nel 1994 fu pubblicato l'album dei Beatles Live at the BBC, con la maggior parte del materiale registrato a Maida Vale. Diversi album di molti artisti sono intitolati come gli studios, dopo essere stati registrati nello studio MV4. I Van der Graaf Generator hanno pubblicato un album chiamato Maida Vale nel 1994. Parti delle sessioni di ottobre 1990 e settembre 1991 dei Nirvana sono state registrate qui e pubblicate nel 2004 nel cofanetto With the Lights Out. Il 2 settembre 2005 gli Iron Maiden vi hanno suonato dal vivo la canzone Run To The Hills per lo show radiofonico BBC Legends, andato poi in onda il 13 settembre.  Nel 2006, il gruppo Hefner ha pubblicato un album chiamato Maida Vale, anch'esso registrato qui. I The White Stripes hanno incluso nell'album Elephant la loro versione del classico di Dusty Springfield "I Just Don't Know What to Do with Myself", registrato per The Evening Session in MV4 da Miti Adhikari. Nel 2002 Andrea Bocelli ha registrato il suo album Sentimento qui. L'etichetta Maida Vale Records, una sussidiaria di Cooking Vinyl, ha una la licenza per pubblicare materiale delle varie stazioni radio qui registrato. Anche i Radiohead hanno registrato il loro video live del 2011 The King of Limbs: Live from the Basement a Maida Vale.